# División de Honor B femenina de rugby 2020-21
La División de Honor B femenina de rugby 2020-21 fue la 4.ª edición de la segunda competición de rugby de España desde su creación en 2017. El torneo es organizado por la Federación Española de Rugby, al igual que la máxima categoría.
Para esta temporada, la primera jornada se organizó para el 10 de enero de 2021, mientras que la última fecha de la categoría será el día 11 de abril de 2021 según el calendario oficial.

## Sistema de competición
Se jugará una liga regular entre 8 equipos a una vuelta entre los equipos entre los equipos que después se citan junto con sus características.
Tras la liga regular se jugará un play-off por el título (1.º v. 4.º y 2.º v. 3.º) a partido único en el campo del equipo mejor clasificado y una final a partido único, también, en el campo que designe la Federación Española, entre los vencederos de los partidos la eliminatoria de semifinales. 
El equipo clasificado en última posición (8.º clasificado) descenderá a Regional en la temporada 2021/22.

### Ascensos y descensos
Tras la final de ascenso, el subcampeón jugará una eliminatoria de promoción contra el penúltimo (7.º clasificado) de División de Honor Femenina, a un partido en sede neutral a determinar por ambos equipos de mutuo acuerdo y aceptado por la FER. 
El equipo clasificado en última posición (8.º clasificado) descenderá a Regional en la temporada 2021/22.

### Sistema de puntuación
- Cada victoria suma 4 puntos.
- Cada empate suma 2 puntos.
- Cuatro ensayos en un partido suma 1 punto de bonus.
- Perder por una diferencia de siete puntos o inferior suma 1 punto de bonus.

## Equipos participantes

### Información de los equipos
| Equipo                            | Ciudad               | Entrenador   | Estadio                     | Capacidad |
| --------------------------------- | -------------------- | ------------ | --------------------------- | --------- |
| GEiEG                             | Gerona               | Bandera de ? |                             |           |
| C. R. Sant Cugat                  | San Cugat del Vallés | Bandera de ? | ZEM La Guinardera           | 500       |
| Barcelona U. C.                   | Barcelona            | Bandera de ? | La Foixarda                 | 1200      |
| A. D. Ing. Industriales Las Rozas | Las Rozas de Madrid  | Bandera de ? | El Cantizal                 | 400       |
| XV Hortaleza R. C.                | Hortaleza            | Bandera de ? | Campo de rugby de Hortaleza | 500       |
| Crealia El Salvador               | Valladolid           | Bandera de ? | Campos de Pepe Rojo         | 5000      |
| Getxo Giroa - Veolia R. T.        | Guecho               | Bandera de ? | Ciudad Deportiva de Fadura  | 1000      |
| Pontevedra R. C.                  | Pontevedra           | Bandera de ? | Monte Porreiro              | 500       |

## Clasificación
Para la leyenda tener en cuenta en todos el siguiente cuadro.
|  | Clasificados para el play off por el ascenso                     |
|  | Descenso a ligas regionales                                      |
|  | Campeón 2020/21                                                  |
|  | (A) Ascendidos de divisiones regionales para esta temporada      |
|  | (D) Descendido de División de Honor femenina para esta temporada |

 Pts = Puntos totales; PJ = Partidos Jugados; G = Partidos Ganados; E = Partidos Empatados; P = Partidos Perdidos;
TF = Tantos a favor; TC = Tantos en contra; DT = Diferencia de tantos; EF = Ensayos a favor; EC = Ensayos en contra; DE = Diferencia de ensayos; PBO = Bonus ofensivos; PBD = Bonus defensivos
|                                                    | Equipo                            | J | G | E | P | PF  | PC  | DP   | EF | EC | BO  | BD | Puntos |    |
| -------------------------------------------------- | --------------------------------- | - | - | - | - | --- | --- | ---- | -- | -- | --- | -- | ------ | -- |
| 1                                                  | C. R. Sant Cugat                  | 7 | 6 | 0 | 1 | 318 | 55  | 263  | 50 | 8  | 42  | 4  | 1      | 29 |
| 2                                                  | Getxo Giroa - Veolia R. T. (A)    | 7 | 6 | 0 | 1 | 249 | 82  | 167  | 40 | 13 | 27  | 4  | 0      | 28 |
| 3                                                  | Barcelona U. C.                   | 7 | 5 | 0 | 2 | 298 | 77  | 221  | 47 | 11 | 36  | 4  | 1      | 25 |
| 4                                                  | Crealia El Salvador (D)           | 7 | 4 | 0 | 3 | 232 | 79  | 153  | 36 | 11 | 25  | 4  | 2      | 22 |
| 5                                                  | XV Hortaleza R. C.                | 7 | 4 | 0 | 3 | 149 | 185 | -36  | 23 | 31 | -8  | 2  | 0      | 18 |
| 6                                                  | GEiEG (A)                         | 7 | 2 | 0 | 5 | 88  | 219 | -131 | 16 | 34 | -18 | 2  | 0      | 10 |
| 7                                                  | A. D. Ing. Industriales Las Rozas | 7 | 1 | 0 | 6 | 50  | 273 | -223 | 8  | 43 | -35 | 0  | 0      | 4  |
| 8                                                  | Pontevedra R. C. (A)              | 7 | 0 | 0 | 7 | 34  | 448 | -414 | 6  | 75 | -69 | 0  | 0      | 0  |
| Fuente: RugbyFemenino.com actualización automática |                                   |   |   |   |   |     |     |      |    |    |     |    |        |    |

## Fase de Ascenso

### Semifinales
| División de Honor B femenina de España (Fase de Ascenso); 28 de marzo de 2021 | Getxo Giroa - Veolia R. T. | 0 - 36 | Barcelona U. C. | Ciudad Deportiva de Fadura, Guecho |  |

| División de Honor B femenina de España (Fase de Ascenso); 28 de marzo de 2021 | C. R. Sant Cugat | 17 - 10 | Crealia El Salvador | ZEM La Guinardera, San Cugat del Vallés |  |

### Final
| División de Honor B femenina de España (Fase de Ascenso); 11 de abril de 2021 | Barcelona U. C. | 7 - 38 | C. R. Sant Cugat | Estadi Baldiri Aleu, San Baudilio de Llobregat |  |

| Por un resultado global favorable de 7 - 38: Asciende a la División de Honor Femenina para la temporada 2021-22: C. R. Sant Cugat |

### Promoción Liga Iberdrola/División Honor B[3]
| División de Honor B femenina de España (Promoción a DH); 12 de junio de 2021 | XV Sanse Scrum R. C. | 17 - 7 | Barcelona U. C. | C. D. M. Pinares de Venecia, Zaragoza |  |
|                                                                              |                      |        |                 | Árbitro(s): Luis Lasala               |  |